# Ivan Leko
Ivan Leko (Split, 1978. február 7. –), horvát válogatott labdarúgó.
A horvát válogatott tagjaként részt vett a 2006-os világbajnokságon.

## Sikerei, díjai

### Játékosként
- Hajduk Split
  - Horvát bajnok (1): 2000–01
  - Horvát kupa (1): 1999–2000
- Málaga
  - Intertotó-kupa (1): 2002
- Club Bruges
  - Belga kupa (1): 2006–07
- Lokeren
  - Belga kupa (1): 2011–12

### Menedzserként
- Club Bruges
  - Belga bajnok (1): 2017–18
  - Belga szuperkupa (1): 2018
- Royal Antwerp
  - Belga kupa (1): 2019–20